# John McCain
John Sidney McCain III (Coco Solo, zona del Canal de Panamá, 29 de agosto de 1936-Cornville, Arizona, 25 de agosto de 2018) fue un político, militar y héroe de guerra estadounidense que fue el senador de los Estados Unidos por Arizona desde enero de 1987 hasta su muerte. Previamente se desempeñó por dos periodos en la Cámara de Representantes de los Estados Unidos y fue el candidato republicano a la presidencia de los Estados Unidos en las elecciones de 2008, que perdió ante Barack Obama.
McCain se graduó de la Academia Naval de los Estados Unidos en 1958 y fue comisionado en la Armada de los Estados Unidos. Se convirtió en aviador naval y voló aviones de ataque terrestre desde portaaviones. Durante la guerra de Vietnam, casi pierde la vida en el incendio del USS Forrestal en 1967. Mientras estaba en una misión de bombardeo durante la Operación Rolling Thunder sobre Hanói en octubre de 1967, fue derribado, gravemente herido y capturado por los vietnamitas del norte. Fue prisionero de guerra hasta 1973. Experimentó episodios de tortura y rechazó una liberación anticipada fuera del orden regular. Las heridas que sufrió durante la guerra lo dejaron con discapacidades físicas de por vida. Se retiró de la Armada como capitán de navío en 1981 y se mudó a Arizona, donde entró a la política. En 1982, fue elegido a la Cámara de Representantes de los Estados Unidos, donde se desempeñó por dos periodos. Ingresó al Senado de los EE. UU. en 1987 y ganó fácilmente la reelección cinco veces, la última vez en 2016.
Aunque en general se adhirió a principios conservadores, McCain también tenía una reputación mediática como "inconformista" por su disposición a romper con su partido en ciertos temas. Sus posiciones sobre el control de armas y los temas LGBT fueron significativamente más liberales que la base del partido. Después de ser investigado y exonerado en gran medida en un escándalo de influencia política de la década de 1980 como uno de los "Cinco de Keating", hizo de la reforma del financiamiento de campañas una de sus prioridades emblemáticas, lo que finalmente resultó en la aprobación de la Ley McCain-Feingold en 2002. También fue conocido por su trabajo en la década de los noventa para restablecer las relaciones diplomáticas con Vietnam, y por su creencia de que la guerra de Irak debió haberse luchado hasta una conclusión exitosa. Presidió la Comisión de Comercio del Senado y se opuso al gasto clientelista. Perteneció a la bipartidista "Banda de los 14", que jugó un papel clave en el alivio de una crisis por las nominaciones judiciales.
McCain entró a la carrera por la nominación republicana para presidente en 2000, pero perdió una acalorada contienda de elecciones primarias ante el gobernador George W. Bush de Texas. Aseguró la nominación en 2008 tras resurgir de reveses iniciales, pero perdió las elecciones generales. Posteriormente adoptó posturas y actitudes más conservadoras ortodoxas y se opuso en gran parte a las acciones de la administración Obama, especialmente con respecto a asuntos de política exterior. Hacia 2013, se había convertido en una figura clave en el Senado para negociar acuerdos sobre ciertos temas en un entorno partidista distinto. En 2015, fue elegido presidente del Comité de Servicios Armados del Senado. Se negó a apoyar al entonces nominado presidencial republicano Donald Trump en 2016. Se opuso a la Ley de Cuidado de Salud Asequible, pero emitió el voto decisivo contra el proyecto de ley que buscaba derogarla, la Ley de Cuidado de Salud Americana de 2017. Después de un diagnóstico de cáncer cerebral en 2017, redujo su papel en el Senado para centrarse en su tratamiento, antes de morir el 25 de agosto de 2018, cuatro días antes de su cumpleaños 82; su familia había anunciado el día anterior que cesaría el tratamiento del cáncer. Después de la muerte de McCain, fue velado en la rotonda del Capitolio de los Estados Unidos, y su funeral fue televisado desde la Catedral Nacional de Washington.

## Infancia, juventud y carrera militar, 1936-1981

### Años de formación y educación
John McCain nació en 1936 en la Base Naval Aérea de Coco Solo en la Zona del Canal de Panamá, hijo del oficial naval John S. McCain, Jr. (1911-1981) y Roberta (Wright) McCain (1912-2020). En ese entonces el canal de Panamá se encontraba bajo control estadounidense.
McCain era descendiente de escoceses del Úlster, anglo-irlandeses e ingleses. Su padre y su abuelo paterno fueron almirantes de cuatro estrellas de la Armada de Estados Unidos. Su familia, incluidos su hermana mayor Sandy y su hermano menor Joe, se trasladaron con su padre a varios destinos navales en los Estados Unidos y el Pacífico. En total, estuvo en 20 colegios diferentes.

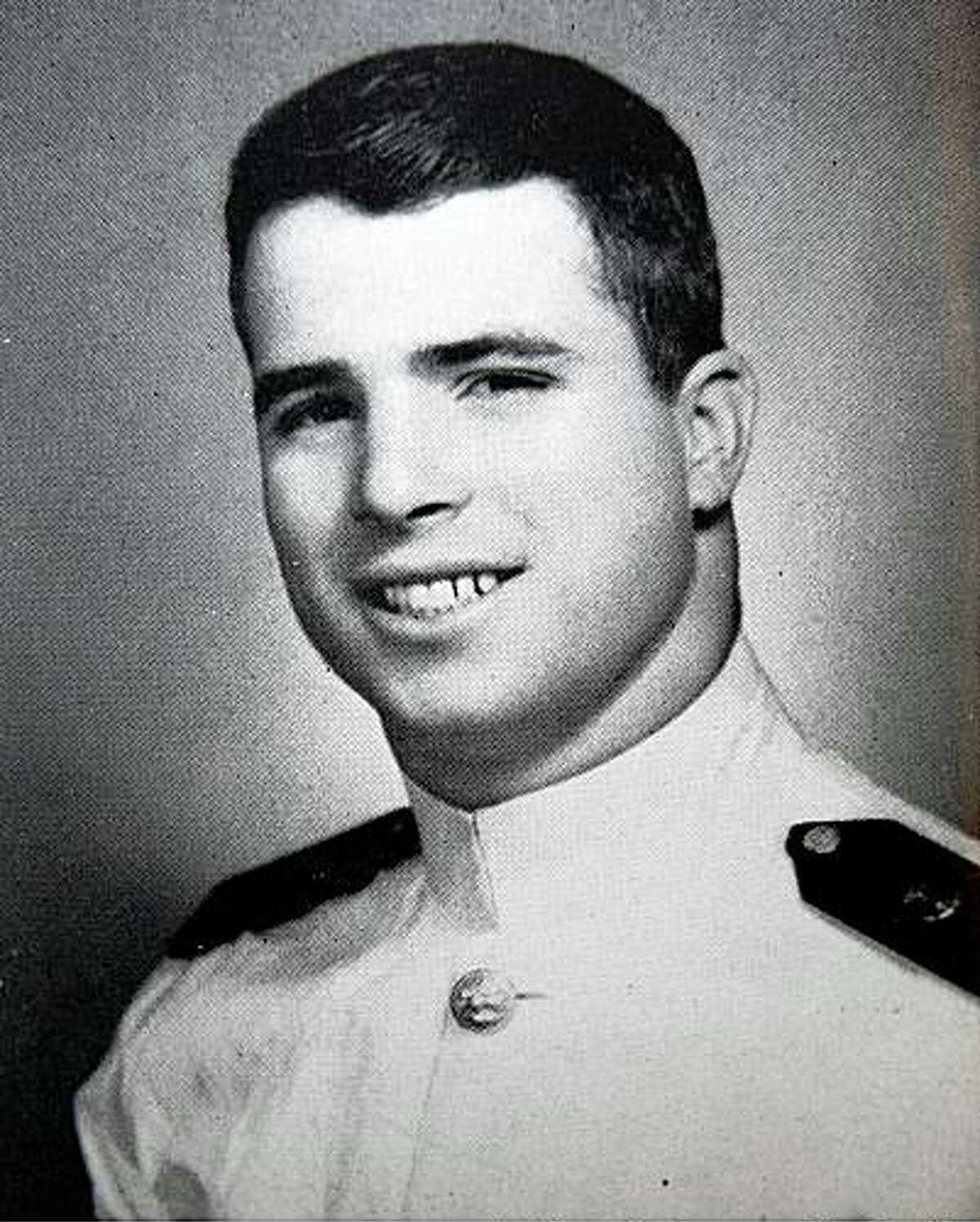
McCain en Annapolis, c. 1954

En 1951, su familia se estableció en el noreste de Virginia, y McCain asistió a la Secundaria Episcopal (Episcopal High School), un internado privado en Alexandria. En la secundaria, se destacó en lucha romana (scholastic wrestling) y se graduó en 1954.
Para seguir los pasos de su padre y su abuelo, McCain ingresó en la Academia Naval de Estados Unidos en Annapolis. Allí fue amigo y líder informal de muchos de sus compañeros, y algunas veces se interpuso para proteger a quienes eran acosados por otros compañeros. También se convirtió en un boxeador de peso ligero. McCain tuvo conflictos con sus superiores, no obedecía siempre las órdenes, y eso contribuyó a quedar bajo en el ranking de la clase (894 de 899) a pesar de ser muy inteligente. Le fue bien en las asignaturas que le interesaban, como literatura e historia, pero estudiaba lo justo y necesario para aprobar las asignaturas que le costaban, como matemáticas. McCain se graduó en 1958.

### Adiestramiento naval, primer matrimonio y destinos en Vietnam
Los deberes de McCain antes de entrar en combate dieron comienzo cuando se le asignó como ensign (el menor grado en la Armada de EE. UU.), e inició dos años y medio de entrenamiento como aviador naval en Pensacola. Estando allí, se ganó la reputación de un joven que le gustaban las fiestas. Completó la escuela de vuelo en 1960, y se convirtió en un piloto de cazabombarderos desde portaaviones, fue asignado al escuadrón A-1 Skyraider que estaba a bordo del portaaviones USS Intrepid y el USS Enterprise en los mares del Caribe y el Mediterráneo. Los aviones que pilotó chocaron dos veces y una vez con líneas de electricidad, pero no tuvo lesiones mayores.

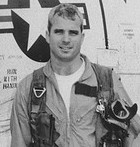
McCain en 1965

El 3 de julio de 1965, McCain contrajo matrimonio con Carol Shepp, una modelo originaria de Filadelfia. McCain adoptó a sus dos hijos, Douglas y Andrew. Él y Carol tuvieron una hija que llamaron Sidney.
McCain solicitó entrar en combate, y fue destinado al portaaviones USS Forrestal pilotando A-4 Skyhawks. Sus misiones de combate se iniciaron cuando tenía 30 años de edad en el verano de 1967, cuando el Forrestal fue asignado a una campaña de bombardeo durante la guerra de Vietnam. McCain, frustrado por la microburocracia de Washington, posteriormente escribiría que "Con franqueza, nosotros pensamos que nuestros comandantes civiles eran unos completos idiotas que no tenían la menor noción de lo que se requería para ganar la guerra".
McCain era teniente coronel cuando el 29 de julio de 1967 por poco resulta muerto, cuando estaba cerca del centro del incendio en el Forrestal. Escapó de su jet en llamas y, cuando estaba tratando de ayudar a escapar a otro piloto, explotó una bomba; McCain fue impactado en sus piernas y pecho por fragmentos. El fuego dio muerte a 134 marinos, entre los que muy posiblemente se encontraba el piloto al que trató de ayudar, ya que «no volvió a verlo nunca más», y tardó 24 horas en ser sofocado. Con el Forrestal fuera de servicio, McCain fue asignado voluntariamente al USS Oriskany.

### Prisionero de guerra en Vietnam (1967-1973)
El 26 de octubre de 1967, cuando tenía 31 años y llevaba a cabo su misión número 23, su avión A-4 Skyhawk fue derribado por un cohete antiaéreo sobre Hanói, aterrizando en el lago Truc Bach. Debido al impacto, McCain resultó herido en las dos piernas y con un brazo roto. Fue hecho prisionero y transportado a la prisión Hỏa-Lò.
Es evidente que las circunstancias en que se desarrollaron sus años como prisionero de guerra pudieron estar muy determinadas por el hecho de que su padre fuera almirante y comandante en jefe de las fuerzas estadounidenses en el Pacífico. Casi cinco años y medio después, el 15 de marzo de 1973, ya en la fase final de la guerra, fue puesto en libertad. Fue condecorado con la Estrella de Plata, la Legión de Mérito, la Cruz de Aviación por Servicio Distinguido, la Estrella de Bronce y el Corazón Púrpura.
Una película para televisión titulada Faith Of My Fathers, basada en las memorias de McCain sobre sus experiencias como prisionero de guerra, fue transmitida en el Día de los Caídos de 2005 por el canal A&E.

## Carrera política

### Miembro de la Cámara de Representantes por Arizona (1982-1987)
En 1976 fue destinado a un puesto decisivo para su futuro: enlace de la Marina con el Senado. En 1981 se retiró definitivamente de la Marina y se instaló en el Estado de su mujer Cindy, Arizona. Allí se lanzó a la arena política y fue elegido para la Cámara de Representantes de los Estados Unidos en 1982. Fue reelegido en 1984.

### Senador por Arizona (1987-2018)

McCain con el presidente Ronald Reagan y la primera dama Nancy Reagan a la izquierda, en marzo de 1987.

En 1986, aprovechando la retirada del veterano senador republicano Barry Goldwater, se presentó como candidato del Partido Republicano al Senado y ganó. Sería reelegido en tres ocasiones, en 1992, 1998 y 2004. Fue presidente del Comité de Comercio, Ciencia y Transporte del Senado (1997-2005) y del Comité sobre Asuntos Indígenas (2005-2007) y miembro destacado del Comité de Relaciones Exteriores. Como senador, McCain se ganó rápidamente la reputación de disidente de línea dura, se hizo oír en el Senado cuando se debatían asuntos de política internacional y Defensa, su punto fuerte.

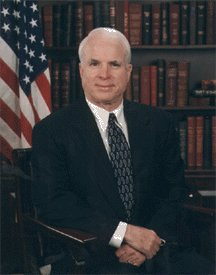
El senador John McCain en los años 1990.

John McCain era considerado uno de los más firmes apoyos de Israel en el Congreso. Ha apoyado resueltamente la guerra de Irak de 2003, al igual que la guerra del Golfo en 1991, y la mayoría de las decisiones del presidente George W. Bush en materia de política extranjera. En cambio, el senador censuró la tortura de prisioneros de guerra, por lo que en 2005 propuso una enmienda –la «Enmienda McCain»– a un anteproyecto de Defensa en un intento de encontrar un modo de llenar el vacío legal en las leyes antitortura ya existentes.
En mayo de 2006, John McCain abogó por reformar el sistema financiero estadounidense, afirmando que las compañías Fannie Mae y Freddy Mac «traerían muchos problemas», algo que se comprobó en septiembre de 2008 cuando se desató la crisis de las hipotecas subprime, hizo gala de una visión económica por cuya supuesta ausencia había sido criticado.
Ganó reputación de ser un hombre que no se conforma con la línea establecida dentro de su partido. Así mostró una fuerte oposición a la industria del tabaco por ser perjudicial a la salud, y a la excesiva influencia de las donaciones en la financiación de partidos políticos y campañas electorales. Encabezó la lucha para reformar el uso de fondos en las campañas políticas a través de la ley Campaign Finance Reform –también conocida como la «Ley McCain-Feingold»– con el senador demócrata Russ Feingold.
En temas como el matrimonio homosexual y la inmigración ilegal no mantuvo una postura conservadora: aunque contrario al matrimonio entre personas del mismo sexo, afirmó no tener problemas con la unión civil y trabajaba en un proyecto para entregar paulatinamente la ciudadanía a los trabajadores ilegales que ya se encontraban en Estados Unidos.

#### Controversias como senador
Si algo caracterizó al senador John McCain era su mal humor. Al presidente de Corea del Norte lo llamó «un pelele con zapatos de plataforma», dijo que la capital de Pakistán «apestaba» y se refería a los asiáticos como «gook», un término peyorativo propio de la guerra de Vietnam.
Otra muestra de su carácter explosivo ocurrió en 1992. Ese año trascendió a la prensa una discusión entre él y el senador republicano Chuck Grassley. «Sabe, senador, yo creía que su problema era que no sabía escuchar. Pero no es eso. Su problema es que usted es un maldito idiota», fue la frase de McCain.
En 1998, al atacar al presidente Bill Clinton, McCain cometió un error por el que después tendría que pedir perdón, al burlarse de Chelsea, la hija del presidente, y de la fiscal general Janet Reno, en un evento público: «¿Por qué Chelsea, es tan fea?» preguntó. «Porque su padre es Janet Reno». La revista Washingtonian lo puso como el segundo en la lista de los senadores «con peor temperamento».
En su honor, fue fundado en el año 2012 en la Universidad de Arizona el Instituto McCain, un think tank especializado en el estudio de asuntos de seguridad nacional.
El 4 de septiembre de 2013, durante un debate en la cámara del Senado de Estados Unidos para ver si dicho país declaraba o no la guerra a Siria, producto de la posible utilización de armas químicas por parte de Bashar al-Asad durante la Guerra Civil, John McCain fue descubierto jugando póker con su iPhone, en plena sesión.
Su último voto antes de fallecer fue la oposición a la candidatura a directora de la Agencia Central de Inteligencia (CIA) de Gina Haspel, a quien reprochó su negativa a oponerse a la tortura, a lo que la Casa Blanca respondió que "da igual, pues se está muriendo". Finalmente, Haspel fue confirmada por el Senado.

### Candidaturas presidenciales

#### 2000
John McCain empezó su campaña presidencial de 2000 como una especie de insurgente desconocido en busca de una reforma del sistema para excluir de Washington D. C. la influencia de fuertes intereses económicos. Avisó que el gobernador de Texas George W. Bush era el candidato oficial republicano, por lo que le costaría mucho defender las posibilidades de una campaña seria dentro del partido. Ya antes de que el senador McCain se decidiera a competir por la nominación, Bush había recaudado varios millones para la campaña, y su director de campaña, Karl Rove, había reclutado partidarios por el país y puesto en marcha el plan con el que ganaría la nominación. Antes de la primaria de Nuevo Hampshire, el gobernador Bush había reunido una suma de 57 millones de dólares, lo que contrastaba radicalmente con los 9 millones de dólares reunidos por el senador McCain.
Obtuvo la victoria en New Hampshire a pesar del favoritismo de Bush. «¡Hoy empieza nuestra cruzada nacional!», proclamó McCain después de su victoria con una ventaja de 16 puntos. «Vamos a arrebatar la política de las manos del Gran Capital y de los lobistas que han corrompido Washington D. C. Vamos a devolver el poder a los ciudadanos estadounidenses».
De allí la atención se dirigió a Carolina del Sur, donde se libraría el 19 de febrero de 2000 otra encarnizada batalla política. El aparato del Partido Republicano se movilizó en favor de Bush y le derrotó en una campaña en la que hubo acusaciones de juego sucio y difusión de falsos rumores.
McCain se recuperó ganando la importante primaria de Míchigan, pero la falta de liquidez de su campaña y el hecho de que en estados como California y Nueva York, ricos en delegados, no pudieran votar los independientes, hizo que el gobernador Bush se consolidara definitivamente como front-runner indiscutible después del «supermartes» de marzo.

#### 2008

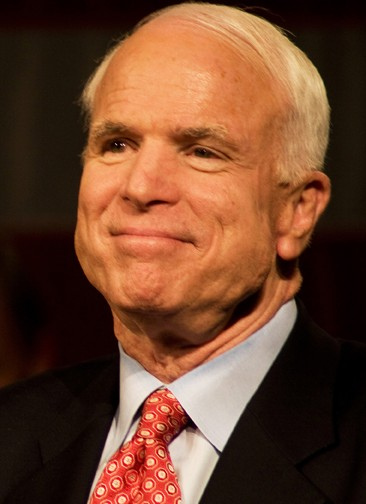
John McCain en 2008

Tras apoyar activamente la reelección del presidente George W. Bush en 2004, el senador McCain volvió a lanzarse a la carrera por la Casa Blanca para 2008. Propuso la creación de un comité exploratorio que le permitiese reunir fondos en todo el territorio de los Estados Unidos. Para ello incorporó a varios operativos de campaña que trabajaron para Bush, con la intención de lograr esta vez el apoyo del aparato.
Llamó al Partido Republicano a «recuperar los valores conservadores de los que se ha separado», propuso una revisión en el enfoque del partido y una reestructuración del mismo. Durante 2006 organizó y participó en 346 eventos, en los que reunió más de 10,5 millones de dólares para las campañas electorales de diversos candidatos, lo cual le garantizaba un firme apoyo entre otros senadores y representantes de su partido a los que ayudó. Todo esto le permitió lanzarse esta vez como un insider dentro del aparato partidista y contar con poderosas redes de apoyo político y financiero.
De ganar la elección, habría iniciado su mandato a los 72 años y se habría convertido en el presidente de más edad de la Historia al superar a Ronald Reagan en dos años.
La campaña de McCain en las primarias del partido empezó con muchas dificultades, estando en las encuestas muy detrás de los favoritos Rudolph Giuliani y Mitt Romney, además de disponer de menos fondos, lo que casi le forzó a tener que retirar su candidatura. Pero John McCain al igual que en el año 2000, ganó las primarias republicanas para la nominación presidencial del estado de New Hampshire.
Luego en las Primarias de Míchigan perdió ante el candidato antiestablishment y exgobernador Mitt Romney, uno de los favoritos para la nominación. Tras ellas, una sorpresiva victoria en Carolina del Sur (estado que perdió frente a Bush en el 2000) frente al favorito según las encuestas Mike Huckabee (exgobernador de Arkansas) afianzó su candidatura. Se posicionó como el favorito al vencer en Florida por un cómodo margen tanto a Romney como a Giuliani, que tras la derrota tuvo que retirar su candidatura y se unió a la de McCain. Tras su solvente victoria en el supermartes de febrero en la mayoría de los estados grandes como California, Nueva York, Illinois, Nueva Jersey se consolidó como el único favorito.
Tras el Súper martes prácticamente todos los aspirantes habían retirado sus candidaturas, entre ellos su rival más próximo, Mitt Romney, y habían dado su apoyo a McCain. Sólo quedaría Mike Huckabee (del ala ultraconservadora del partido que se resistía a apoyar a McCain) en su camino. Esta situación duró hasta las primarias de Texas y Ohio, ya que al ganarlas con comodidad reunió los 1191 delegados necesarios para la ganar la nominación en la convención Republicana de septiembre en Saint Louis, en la que fue proclamado como candidato oficial del Partido Republicano.
Con la notable excepción de Usa Today, la mayoría de los grandes diarios norteamericanos (The New York Times, Los Angeles Times, The Washington Post y The Boston Globe, entre otros) le negaron su apoyo y se inclinaron por Barack Obama. McCain debió conformarse con el apoyo de periódicos de menor tirada e influencia, como The New York Post, The Arizona Republic y The Cincinnati Enquirer.
El 4 de noviembre de 2008 fue derrotado por el candidato demócrata Barack Obama.

#### Polémicas

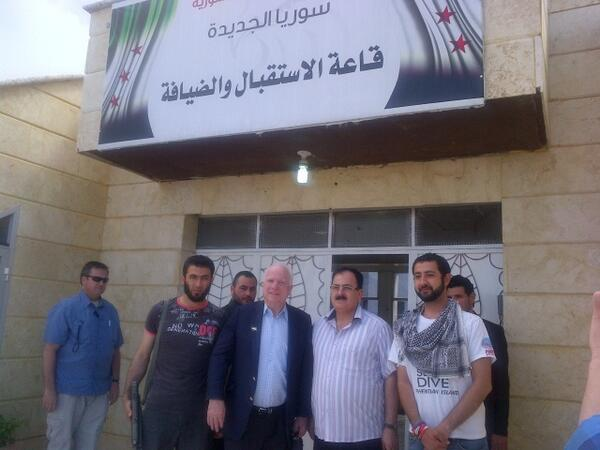
McCain con miembros del Ejército Libre Sirio en 2011. El hombre con barba a la izquierda y atrás del mismo McCain fue confundido con el líder terrorista Abu Bakr al-Baghdadi.

El 28 de agosto de 2008, en una entrevista, el presidente del Gobierno de Rusia Vladímir Putin dijo que la Guerra en Osetia del Sur de 2008 podía ser provocada para favorecer a un candidato a la presidencia de EE. UU., en clara referencia a John McCain.
El 19 de septiembre de 2008, McCain fue criticado por la Oficina de Información de Venezuela, por reproducir en un spot proselitista una parte del discurso en el que el presidente venezolano, Hugo Chávez, anunció la expulsión del embajador estadounidense en Venezuela, Patrick Duddy. En dicho spot aparece una parte de la severa filípica de Chávez contra el embajador y, en general, contra el Imperio, posteriormente afirma que el candidato Barack Obama se ha dicho dispuesto a conversar con Chávez y hace la interrogación: «¿Tú crees que debemos hablar con Chávez?». El gobierno de Venezuela dijo que el spot es un ataque infundado y un intento por satanizar la imagen de Venezuela y la de su presidente.
El 28 de mayo de 2013, estalló una polémica en torno al viaje a Siria de McCain, según una foto tomada por el mismo senador, se le ve acompañado del autoproclamado califa Abu Bakr al-Baghdadi de la organización yihadista Estado Islámico, al final se descubrió que el integrante en realidad era un miembro de la organización islamista moderada Ejército Libre Sirio, ambas organizaciones luchan contra el gobierno de Bashar al-Ásad en la guerra civil siria.

## Vida privada

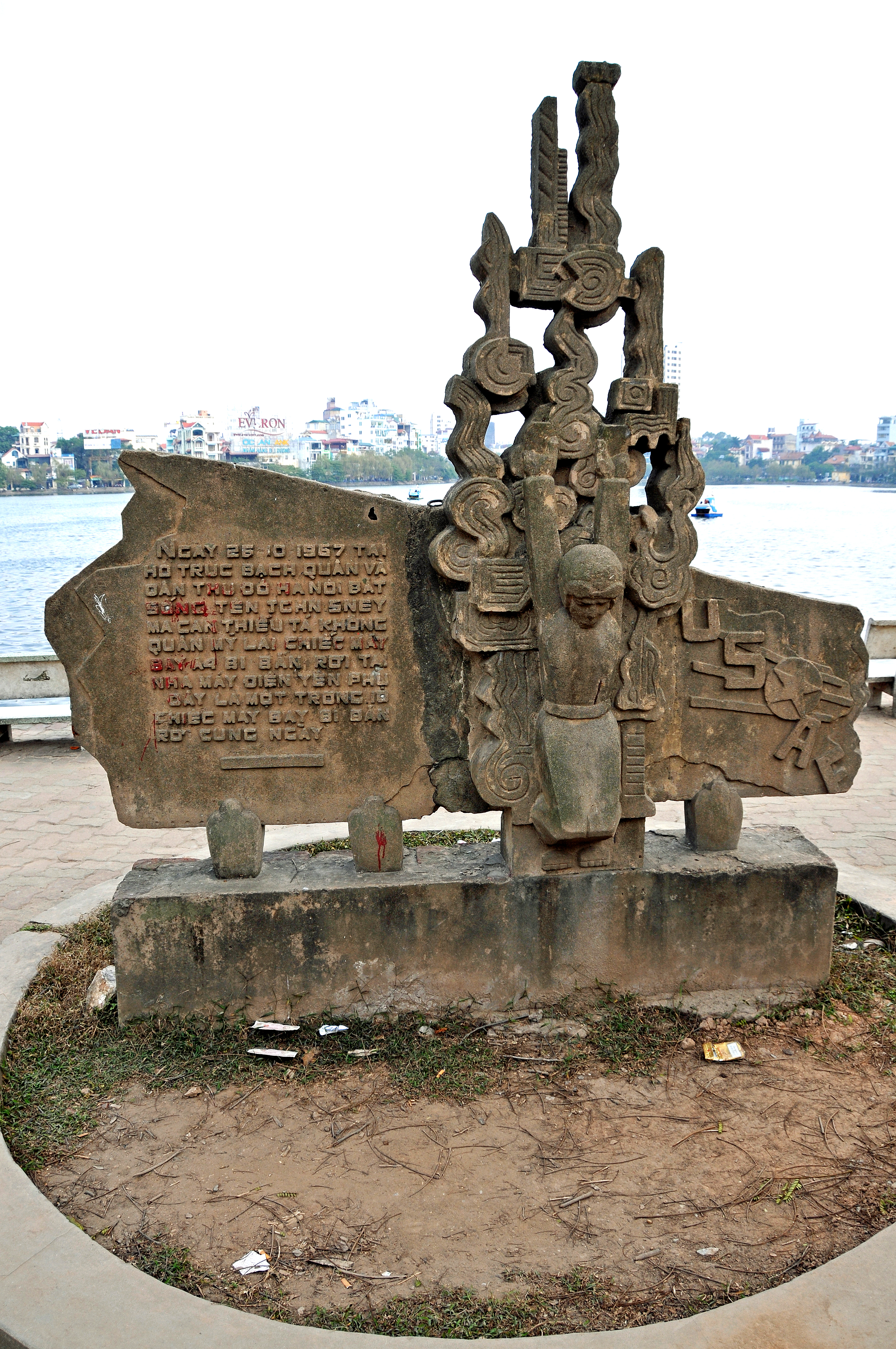
Estatua en honor a McCain en Hanói, Vietnam.

En 1965 McCain contrajo matrimonio con Carol Shepp, una modelo natural de Filadelfia (Pensilvania). McCain adoptó a los dos hijos de su esposa, Doug y Andy, y posteriormente tuvieron una hija en común, a quien llamaron Sidney. Durante el cautiverio de McCain en Vietnam (1967-1973), en 1969 su esposa sufrió un accidente de tráfico que le dejó graves secuelas físicas. Se divorciaron el 2 de abril de 1980.
En 1979 conoció a Cindy Hensley, hija del rey de la industria de la cerveza de Arizona, Jim Hensley, propietario y fundador de la cervecera Anheuser-Busch con una fortuna de 200 millones de dólares. John McCain y Cindy Hensley se casaron en 1981.
John McCain tuvo siete hijos: cuatro propios (1 con Carol Shepp y 3 con Cindy Hensley), dos hijastros de un matrimonio anterior de su primera esposa, y adoptó a una niña del orfanato de la Madre Teresa de Calcuta en Bangladés junto con Cindy Hensley.
En 1993 le detectaron por primera vez un cáncer de piel. En 2000 le extrajeron un melanoma maligno en el lado izquierdo de su cara, del que se recuperó.

## Muerte
El 19 de julio de 2017 la oficina de prensa del legislador informó que padecía un tumor cerebral. Este fue sometido a una cirugía para extirpar un coágulo de sangre por encima de su ojo izquierdo y las pruebas «revelaron que un tumor cerebral primario conocido como un glioblastoma estaba asociado con el coágulo de sangre», informó la Clínica Mayo en un comunicado difundido por la oficina de McCain. Poco más de un año más tarde, el 24 de agosto de 2018, su familia anunció que ya no recibiría tratamiento para su cáncer. McCain falleció el día siguiente a las 16:28 (hora local) en su casa de Cornville a los 81 años de edad.
El 1 de septiembre de 2018, McCain fue velado a capilla ardiente en la rotonda del Capitolio de los Estados Unidos, hecho considerado un honor de estado, dado que solo 30 estadounidenses han sido velados en ese lugar.

## Visión política
Republicano de toda la vida, la Unión Conservadora Estadounidense lo ranqueó con un 82 %. Sin embargo, McCain apoyó iniciativas que no iban en la línea de su propio partido y fue llamado «maverick» (término con el que en la jerga política estadounidense se designa a quien se aparta frecuentemente de las líneas marcadas por su partido, díscolo) por algunos miembros de la prensa estadounidense.
La reputación de McCain como «maverick» provino de su actitud independiente frente al programa de su partido, a los programas de trabajos para los inmigrantes ilegales, a las limitaciones de fondos de campañas políticas, sus visiones sobre los temas medioambientales y su oposición a la política sobre impuestos de la Administración Bush, llamada también «Bush Tax cuts» (a la que luego, sin embargo, apoyó).
El senador McCain también criticó al llamado anticatolicismo. Fue el senador que más dinero recibió de la Asociación Nacional del Rifle, que le donó alrededor de 7.740.521 de dólares.
Ya desde las primarias presidenciales del Partido Republicano de 2016 se opuso, junto a Mitt Romney, a Donald Trump, cuyos comentarios describió como "mal informados y peligrosos", lo que le valió numerosos incidentes con el mismo, quien se burló de su captura mientras era prisionero de guerra en Vietnam.

## Imagen cultural y política

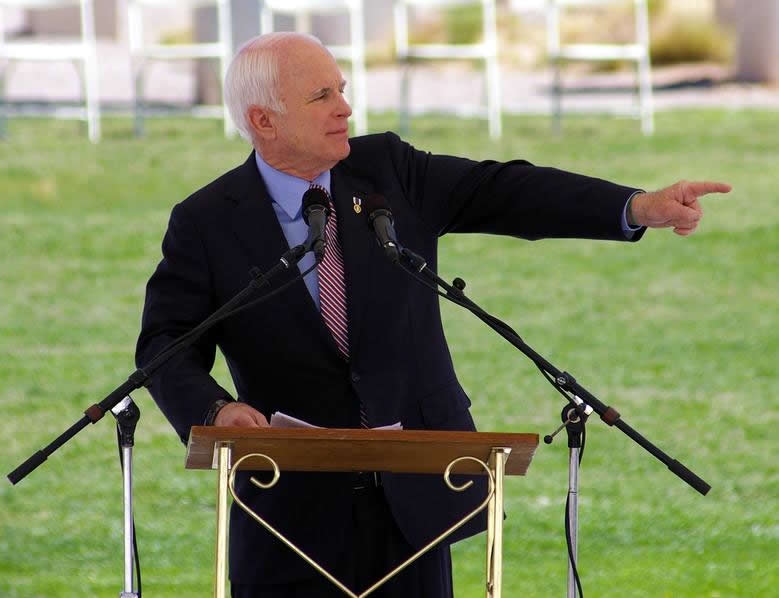
En el Memorial Day de 2008, mostrando su Corazón Púrpura, en Albuquerque, Nuevo México.

El carácter personal de John McCain fue un aspecto dominante en su imagen pública. Esta imagen incluye el servicio militar tanto de McCain mismo como de su familia, su persona política maverick, su temperamento, su admitido problema ocasional de comentarios poco considerados, y sus lazos cercanos con sus hijos de ambos matrimonios.
La personalidad política de McCain fue no partidista y poco ideológica en comparación con muchos otros políticos de nivel nacional. Parte de su reputación se debía a sus servicios en la Guerra de Vietnam. También mantenía vestigios de las heridas de guerra y de su cirugía de melanoma. Cuando estaba en campaña decía: "Soy más viejo que la mugre y tengo más cicatrices que Frankenstein."

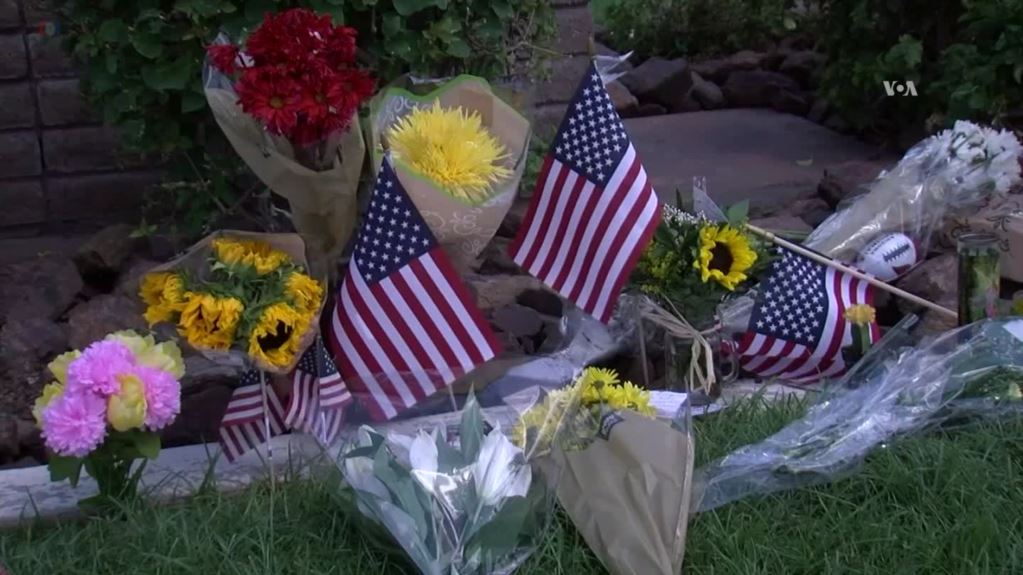
Homenaje en honor a la muerte de McCain.

El exsenador de Arizona se consideraba como un servidor público que hablaba directo, y reconocía ser impaciente. Entre otras cosas se incluía una inclinación a amuletos de suerte, un especial gusto por el senderismo, y un sentido del humor que a veces le jugaba en contra de forma impresionante, como cuando hizo una broma en 1998 sobre los Clintons que tenía que aparecer en los periódicos: «¿Saben por qué Chelsea Clinton es tan fea? — Porque su padre es Janet Reno». McCain se disculpó inmediatamente y arrepentido, cosa que la Casa Blanca de Clinton aceptó. McCain no se intimidaba en referirse sobre sus errores y disculparse por los mismos. Fue conocido por ser algunas veces prepotente y de temperamento caliente con colegas del Senado, pero su relación con su propio personal era más que cordial, e inspiró lealtad sobre sus cercanos.
McCain reconocía que tenía un temperamento fuerte, pero también decía que las historias se habían exagerado. Una comparación psicológica sugiere que McCain no hubiese sido el primer presidente de EE. UU. en tener un temperamento fuerte, y la crítica cultural Julia Keller argumentaba que los votantes querían a líderes que fuesen apasionados, comprometidos, fieros y enérgicos. McCain utilizó tanto profanidades y gritó en ocasiones, aunque tales episodios disminuyeron con el pasar de los años. El exsenador Joe Lieberman hacía la siguiente observación: «No es el tipo de enojo por el que uno pierde el control. Él es una persona muy controlada». El fallecido senador Thad Cochran, quien conoció a McCain por décadas y discutió con él sobre earmarks, ha expresado su preocupación sobre una presidencia de McCain: «Es errático. Es caliente de cabeza. Pierde su temperamento y me preocupa»." Finalmente Cochran decidió apoyar a McCain para presidente, después que resultó claro que este ganaría la nominación.
Todos los miembros de la familia de John McCain se encontraban en buenos términos con él, y él los defendió en contra de algunas de las consecuencias negativas que les trajo su vida de alto perfil político. La tradición familiar llega hasta la última generación: su hijo John Sidney IV ("Jack") estuvo matriculado en la Academia Naval de EE. UU., su hijo James ha servido con los Marines en Irak, y su hijo Doug voló jets en la Armada.

## Escritos por McCain

### Libros
- Faith of My Fathers por John McCain, Mark Salter (Random House, agosto de 1999) ISBN 0-375-50191-6 (adaptado en 2005 para la televisión) Faith of My Fathers)
- Worth the Fighting For de John McCain, Mark Salter (Random House, septiembre de 2002) ISBN 0-375-50542-3
- Why Courage Matters: The Way to a Braver Life de John McCain, Mark Salter (Random House, abril de 2004) ISBN 1-4000-6030-3
- Character Is Destiny: Inspiring Stories Every Young Person Should Know and Every Adult Should Remember de John McCain, Mark Salter (Random House, octubre de 2005) ISBN 1-4000-6412-0
- Hard Call: Great Decisions and the Extraordinary People Who Made Them de John McCain, Mark Salter (Hachette, agosto de 2007) ISBN 978-0-446-58040-3

### Artículos y prólogos
- "How the POW's Fought Back", by John S. McCain III, Lieut. Commander, U.S. Navy, U.S. News and World Report,14 de mayo de 1973 (reeditado para Internet bajo o tro título en 2008). Reimpreso en Reporting Vietnam, Part Two: American Journalism 1969–1975 (The Library of America, 1998) ISBN 1-883011-59-0
- "The Code of Conduct and the Vietnam Prisoners of War", de John S. McCain, Comandante de la Armada, Escuela Nacional de Guerra, 8-4-1974
- Prólogo de John McCain a A Code to Keep: The True Story of America's Longest-Held Civilian POW in Vietnam by Ernest C. Brace (St. Martin's Press, 1988) ISBN 0-7090-3560-8
- Discursos de John McCain, 1988–2000
- Prólogo de John McCain a Glory Denied: The Saga of Jim Thompson, America's Longest-held Prisoner de Tom Philpott (W.W. Norton, 2001) ISBN 0-393-02012-6
- Prólogo de John McCain a The Best and the Brightest de David Halberstam (Random House, ed. 2001) ISBN 1-58836-098-9
- Prólogo de John S. McCain a Unfinished Business: Afghanistan, the Middle East and Beyond – Defusing the Dangers That Threaten America's Security de Harlan Ullman (Citadel Press, junio de 2002) ISBN 0-8065-2431-6
- Prólogo de John McCain y Max Cleland a Odysseus in America: Combat Trauma and the Trials of Homecoming de Jonathan Shay (Scribner, Nov. 2002) ISBN 0-7432-1156-1
- Prólogo de John McCain a Debunking 9/11 Myths: Why Conspiracy Theories Can't Stand Up to the Facts de los editores de Popular Mechanics (Hearst, agosto de 2006) ISBN 1-58816-635-X
- Introducción de John McCain a Pearl Harbor, the Day of Infamy, an Illustrated History de Dan van der Vat (Black Walnut Books, 2007) ISBN 1-897330-28-6
- "An Enduring Peace Built on Freedom: Securing America's Future" de John McCain Foreign Affairs, Nov./Dic. 2007

## Condecoraciones

### Póstumas
- El 7 de julio del 2022, recibió de manos del Presidente de los Estados Unidos Joe Biden la Medalla Presidencial de la Libertad, por su contribución hacia la igualdad, la defensa de la Democracia y sobre todo por la defensa de los derechos civiles en los Estados Unidos y el mundo.[96]